# Liste brasilianischer Autoren nach Epochen
Die Liste brasilianischer Autoren nach Epochen enthält die bekanntesten Prosaschriftsteller, Lyriker und Essayisten wie sie auch in den Nachschlagewerken zur brasilianischen Literaturgeschichte behandelt werden. Sie ist, insbesondere für die Neuzeit, nicht auf Vollständigkeit ausgelegt.

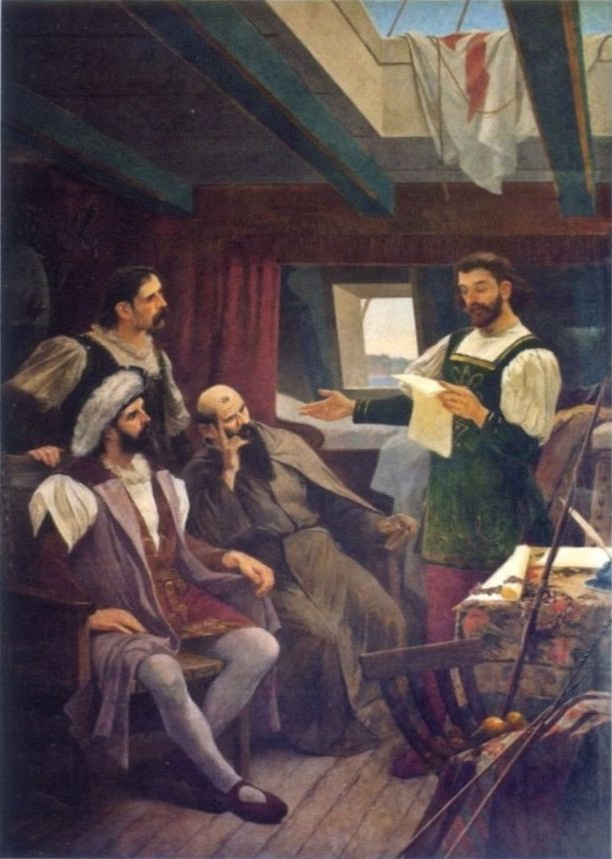
Vaz de Caminha liest den „Brief an König Dom Manuel I.“ dem Kommander Cabral, Friar Henrique und Master João vor. Historisierendes Gemälde von Aurélio de Figueiredo, 1900

Zur Ordnung: Innerhalb der Epochen erfolgt die Ordnung im Allgemeinen der brasilianischen lexikalischen Ordnung nach Vornamen der Autoren, Ausnahmen ergeben sich, wenn ein Autor unter einem anderen Namen bekannter ist.

## Entdecker und Eroberer (Literatura de informação)
Die Zeit ab 1500 bis 1600 ist die Ära der Entdecker und ihrer Berichte, der Jesuitenliteratur und der Chronisten.
| - Pero Vaz de Caminha (vermutlich 1445–1500) - Pero de Magalhães Gândavo (um 1540–1580?) | - Manuel da Nóbrega (1517–1570) - José de Anchieta (1534–1597) | - Gabriel Soares de Sousa (um 1540–1592?) |

## Barock (Barroco)
| - Padre António Vieira (1608–1697) - Gregório de Matos (1623–1696) - Manuel Botelho de Oliveira (1636–1711) | - Frei Manuel de Santa Maria Itaparica (1704–1768) - Nuno Marques Pereira (1652–1731) - Sebastião da Rocha Pita (1660–1738) | - Frei Vicente do Salvador (1564–1636/1639) - Bento Teixeira (1560–1618) |

## Arkadismus (Arcadismo)
| - Alvarenga Peixoto (1744–1793) - Basílio da Gama (1740–1795) - Cláudio Manuel da Costa (1729–1789) | - Santa Rita Durão (1722–1784) - Silva Alvarenga (1749–1814) | - Sousa Caldas (1762–1814) - Tomás Antônio Gonzaga (1744–1810) |

## Romantik(Romantismo)

### Indianismus (Indianismo)
| - Gonçalves Dias(1823–1864) | - Gonçalves de Magalhães (1811–1882) | - Manuel de Araújo Porto-Alegre (1806–1879) |

### Ultra-romantismo
| - Álvares de Azevedo (1831–1852) - Casimiro de Abreu (1839–1860) | - Fagundes Varela (1841–1875) | - Junqueira Freire (1832–1855) |

### Condoreirismo (auch: Condorismo)
| - Castro Alves (1847–1871) - Sousândrade (1832–1902) | - Tobias Barreto (1839–1889) - Bernardo Guimarães (1825–1884) | - Luís Delfino (1834–1910) |

## Romantik: Prosa
| - Franklin Távora (1842–1888) - Pereira da Silva (1876–1944) - Joaquim Manuel de Macedo (1820–1882) - José de Alencar (1829–1877) - Manuel Antônio de Almeida (1831–1861) - Martins Pena (1815–1848) | - Paulo Eiró (1826–1871) - Alfredo d’Escragnolle Taunay, 1. Visconde de Taunay (1843–1899) - Sotero dos Reis (1800–1871) - Joaquim Caetano da Silva (um 1790–1862) - Francisco de Sales Torres Homem (1812–1876) | - João Francisco Lisboa (1812–1863) - Justiniano José da Rocha (1812–1862) - João Manuel Pereira da Silva (1817–1898) - Joaquim Felício dos Santos (1822–1895) - Guimarães Júnior (1845–1898) |

## Realismus(Realismo)
| - Artur Azevedo (1855–1908) - Francisco Otaviano (1825–1889) | - Machado de Assis (1839–1908) - Júlia Lopes de Almeida (1862–1934) | - Xavier Marques (1861–1942) - Manuel de Oliveira Paiva (1861–1892) |

## Naturalismus(Naturalismo)
| - Adherbal de Carvalho (1872–1915) - Adolfo Caminha (1867–1897) - Aluísio Azevedo (1857–1913) - Domingos Olímpio (1851–1906) - Inglês de Sousa (1853–1918) - Júlio Ribeiro (1845–1890) - Mário Totta (1874–1947) - Ferreira Leal (1850–um 1900) - Paulino Azurenha (1860–1909) - Paulo Marques (1857–1884) - Sousa Lobo (1875–1935) | - Figueiredo Pimentel (1869–1914) - Max Fleiuss (1868–1943) - Pápi Júnior (1854–1934) - Coelho Neto (1864–1934) - Raul Pompéia (1863–1895) - Rodolfo Teófilo (1853–1932) - Maria Benedita Bormann (1853–1895) - Marques de Carvalho (1866–1910) - Horácio de Carvalho (1857–1933) - Antônio Sales (1868–1940) - Carlos Dias Fernandes (1874–1942) | - Antônio de Oliveira (1874–?) - Emília Bandeira de Melo (1852–1910) - Canto e Mello (1866–1934) - Avelino Fóscolo (1864–1944) - Cardoso de Oliveira (1865–1962) - Pardal Mallet (1864–1894) - Baptista Cepellos (1872–1915) - Faria Neves Sobrinho (1872–1927) - Carneiro Vilela (1846–1913) - Theotônio Freire (1863–1917) - Manoel Arão de Oliveira Campos (1876–1930) |

## Parnassianismus (Parnasianismo)
| - Adelino Fontoura (1859–1884) - Afonso Celso (1860–1938) - Alberto de Oliveira (1857–1937) - Antonio Sales (1868–1940) - Baptista Cepellos (1872–1915) - Emílio de Menezes (1866–1918) - Félix Pacheco (1879–1975) - Francisca Júlia (1871–1920) - Goulart de Andrade (1881–1936) | - Humberto de Campos (1886–1934) - João Ribeiro (1860–1934) - Júlia Cortines (1868–1948) - Luís Carlos da Fonseca Monteiro de Barros (1880–1932) - Luís Guimarães (1845–1898) - Luís Delfino (1834–1910) - Magalhães de Azeredo (1872–1963) - Manuel Bastos Tigre (1882–1957) | - Olavo Bilac (1865–1918) - Olegário Mariano (1889–1958) - Raimundo Correia (1859–1911) - Rodrigo Otávio (1866–1944) - Theotônio Freire (1863–1917) - Valentim Magalhães (1859–1903) - Vicente de Carvalho (1866–1924) |

## Symbolismus (Simbolismo)
| - Alphonsus de Guimaraens (1870–1921) - Artur de Sales (1879–1952) | - Cruz e Sousa (1861–1898) - Pedro Kilkerry (1885–1917) | - Nestor Vítor (1868–1932) - Xavier Marques (1861–1942) |

## Prämoderne (Pré-Modernismo)
| - Augusto dos Anjos (1884–1914) - Coelho Neto (1864–1934) - Euclides da Cunha (1866–1909) | - Graça Aranha (1868–1931) - Lima Barreto (1881–1922) | - Monteiro Lobato (1882–1948) - Raul de Leoni (1895–1926) |

## Modernismus (Modernismo brasileiro)
| - Antônio de Alcântara Machado (1901–1935) - Augusto Frederico Schmidt (1906–1965) - Carlos Drummond de Andrade (1902–1987) - Cecília Meireles (1901–1964) - Cassiano Ricardo (1895–1974) - Cornélio Pena (1896–1958) - Ciro dos Anjos (1906–1994) - Érico Veríssimo (1905–1975) - Euclides Neto (1925–2000) - Graciliano Ramos (1892–1953) - Guilherme de Almeida (1890–1969) - Jorge Amado (1912–2001) | - Jorge de Lima (1893–1953) - José Américo de Almeida (1887–1980) - José Lins do Rego (1901–1957) - Juó Bananère (1892–1933) - Lúcio Cardoso (1912–1968) - Manuel Bandeira (1886–1968) - Mário de Andrade (1893–1945) - Marques Rebêlo (1907–1973) - Menotti Del Picchia (1892–1988) - Murilo Mendes (1901–1975) - Oswald de Andrade (1890–1954) - Otávio de Faria (1908–1980) | - Patrícia Galvão (1910–1962) - Rachel de Queiroz (1910–2003) - Raul Bopp (1898–1984) - Ronald de Carvalho (1893–1935) - Vinícius de Moraes (1913–1980) - Elisa Lispector (1911–1989) - Dante Milano (1899–1991) - Ribeiro Couto (1898–1963) - Pedro Nava (1903–1984) - Adalgisa Nery (1905–1980) - Luís Fernando Verissimo (1905–1980) |

## Postmoderne (Pós-Modernismo und Geração de 45)
| - Ariano Suassuna (1927–2014) - Clarice Lispector (1920–1977) - Dalcídio Jurandir (1909–1979) - Domingos Carvalho da Silva (1915–2004) - Elisa Lispector (1911–1989) | - Geir Campos (1924–1999) - Geraldo Vidigal (1921–2010) - Guimarães Rosa (1908–1967) - João Cabral de Melo Neto (1920–1999) - Jorge Andrade (1922–1984) | - Lêdo Ivo (1924–2012) - Mauro Mota (1911–1984) - Nelson Rodrigues (1912–1980) - Olga Savary (1933–2020) - Péricles Eugênio da Silva Ramos (1919–1992) |

## Concretismo
| - Ronaldo Azeredo (1937–2006) - Augusto de Campos (* 1931) | - Haroldo de Campos (1929–2003) - José Lino Grünewald (1931–2000) | - Ferreira Gullar (1930–2016) - Décio Pignatari (1927–2012) |

## Zeitgenössische Literatur
- Adélia Prado (* 1935)
- Alberto Mussa (* 1963)
- Álvaro Cardoso Gomes (* 1944)
- Ana Maria Machado (* 1941)
- Ana Miranda (* 1971)
- Ana Cristina Cesar (1952–1983)
- Angela Dutra de Menezes (* 1946)
- Antonio Calado (1917–1997)
- Antônio Carlos Viana (* 1946)
- Antônio Torres (* 1940)
- Armando Freitas Filho (* 1940)
- Augusto Boal (1931–2009)
- Augusto de Campos (* 1931)
- Autran Dourado (1926–2012)
- Bernardo Élis (1915–1997)
- Caio Fernando Abreu (1948–1996)
- Campos de Carvalho (1916–1998)
- Carlos Heitor Cony (1926–2018)
- Carlos Herculano Lopes (* 1956)
- Carlos Nascimento Silva (* 1937)
- Chico Buarque (* 1944)
- Cristóvão Tezza (* 1952)
- Dalton Trevisan (1952–2024)
- Décio Pignatari (1927–2012)
- Dias Gomes (1922–1999)
- Domício Proença Filho (* 1936)
- Donizete Galvão (1955–2014)
- Edla Van Steen (* 1936)
- Eduardo Spohr (* 1976)
- Elias José (1936–2008)
- Esdras do Nascimento (* 1934)
- Fernando Sabino (1923–2004)
- Francisco Alvim (* 1938)
- Geraldo Ferraz (1905–1979)
- Gianfrancesco Guarnieri (1934–2006)
- Gabriel de Paula Machado (* 1924)
- Haroldo de Campos (1929–2003)
- Harry Laus (1922–1992)
- Hilda Hilst (1930–2004)
- Horácio Costa (* 1954)
- Ignácio de Loyola Brandão (* 1936)
- Izomar Camargo Guilherme (* 1938)
- João Almino (* 1950)
- João Antônio (1937–1996)
- João Ubaldo Ribeiro (1941–2014)
- Joel Silveira (1918–2007)
- Jorge Amado (1912–2001)
- José J. Veiga (1915–1999)
- José Paulo Paes (1926–1998)
- Jose Roberto Torero (* 1963)
- Josué Montello (1917–2006)
- José Sarney (* 1930)
- Leo Vaz (1890–1973)
- Lindanor Celina (1917–2003)
- Lindolfo Rocha (11862–1911)
- Luís Fernando Veríssimo (* 1936)
- Luiz Antonio de Assis Brasil (* 1945)
- Luiz Vilela (* 1942)
- Lya Luft (1938–2021)
- Lygia Fagundes Telles (1923–2022)
- Manoel Carlos Karam (1947–2007)
- Marcelo Mirisola  (* 1966)
- Marcelo Rubens Paiva (* 1959)
- Márcia Frazão (* 1951)
- Mário Prata (* 1946)
- Mario Quintana (1906–1994)
- Mário Ribeiro da Cruz (* 1928)
- Marques Rebêlo (1907–1973)
- Miguel M. Abrahão (* 1961)
- Millôr Fernandes (1923–2012)
- Moacyr Scliar (1937–2011)
- Murilo Mendes (1901–1975)
- Murilo Rubião (1916–1991)
- Nélida Piñon (1937–2022)
- Nelson Motta (* 1944)
- Otto Lara Resende (1922–1992)
- Paulo Aquarone (* 1956)
- Paulo Coelho (* 1947)
- Paulo Leminski (1944–1989)
- Paulo Mendes Campos (1922–1991)
- Paulinho Assunção (* 1951)
- Pedro Bandeira (* 1942)
- Per Johns (* 1933)
- Raduan Nassar (* 1935)
- Reinaldo Moraes (* 1950)
- Renard Perez (* 1928)
- Ronald Claver (* 1946)
- Rubem Braga (1913–1990)
- Rubem Fonseca (1925–2020)
- Ruth Rocha (* 1931)
- Ruy Castro (* 1948)
- Sérgio Sant’Anna (1941–2020)
- Silviano Santiago (* 1936)
- Thales de Andrade (1890–1977)
- Yara Cecim (1916–2009)
- Zélia Gattai (1916–2008)

## Schriftsteller des 21. Jahrhunderts
- André Vianna (* 1966)
- Adriana Falcão (* 1960)
- Adriana Lisboa (* 1970)
- Alberto Mussa (* 1961)
- Amílcar Bettega Barbosa (* 1964)
- Andréa del Fuego (* 1975)
- André Sant’Anna (* 1964)
- Angélica Freitas (* 1973)
- Annita Costa Malufe (* 1975)
- Bernardo Carvalho (* 1960)
- Bruno Cattoni (* 1957)
- Carlito Azevedo (* 1971)
- Carlos Eduardo Drummond (* 1971)
- Carlos Lima (* 1945)
- Christiane Magalhães Herrmann (* 1963)
- Christiane Tassis
- Cintia Moscovich (* 1958)
- Clarah Averbuck (* 1979)
- Clarice Pacheco (1989–2002)
- Claudio Daniel (* 1962)
- Cora Coralina (1889–1985)
- Christina Magalhães Herrmann
- Daniel Galera (* 1979)
- Daniel Pellizzari (* 1974)
- Delmo Montenegro (* 1963)
- Fabiano Calixto (* 1973)
- Fabrício Carpinejar (* 1972)
- Fabio Weintraub (* 1967)
- Fernanda Young (* 1970)
- Fernando Bonassi (* 1962)
- Fernando Molica (* 1961)
- Francisco Alvim (* 1938)
- Frederico Barbosa (* 1961)
- Heitor Ferraz (* 1964)
- Horacio Costa (* 1954)
- Índigo (* 1971)
- Ivana Arruda Leite (* 1951)
- Ivan Sant’Anna (* 1940)
- João Almino (* 1950)
- João Paulo Cuenca (* 1978)
- Joca Reiners Terron (* 1968)
- Leonardo de Moraes (* 1977)
- Luis Eduardo Matta (* 1974)
- Micheliny Verunschk (* 1972)
- Mario Quintana (1906–1994)
- Luiz Alfredo Garcia-Roza (1936–2020)
- Luiz Ruffato (* 1961)
- Marçal Aquino (* 1958)
- Marcelino Freire (* 1967)
- Mário Bortolotto (* 1962)
- Miguel Sanches Neto (* 1965)
- Milton Hatoum (* 1952)
- Modesto Carone (* 1937)
- Nelson de Oliveira (* 1966)
- Patrícia Melo (* 1962)
- Paulo Aquarone (* 1956)
- Paulo Ferraz (* 1974)
- Paulo Henriques Britto (* 1951)
- Paulo Scott (* 1966)
- Raduan Nassar (* 1935)
- Ronaldo Bressane (* 1970)
- Ronaldo Cagiano (* 1961)
- Santiago Nazarian (* 1977)
- Simone Campos (* 1983)
- Sonia Sant’Anna (* 1938)
- Tarso de Melo (* 1976)
- Thales Guaracy (* 1964)
- Vicente Franz Cecim (* 1946)
- Virna Teixeira (* 1971)
- Xico Sá (* 1962)
- Zacarias Martins (* 1957)
- Zé Rodrix (1947–2009)
- Zulmira Ribeiro Tavares (* 1930)